# Phobocampe yasumatsui
Phobocampe yasumatsui là một loài tò vò trong họ Ichneumonidae.